# Mansolino
Il Mansolino è un torrente il cui percorso si sviluppa interamente nel territorio del comune di Umbertide, in provincia di Perugia.

## Caratteristiche
Lungo 6,8 km, nasce dal crinale del monte Pacella (altitudine circa 510 m), scendendo su terreni marnosi, per confluire poi nel torrente Mansola, nella vallata di San Silvestro Delle Arcelle, in località Spedalicchio di Umbertide, a 35 chilometri da Perugia. Nel suo percorso attraversa le zone agricole di Capanni I, Rogheta, Cerquatelli, Prugnano.

La portata media di acqua annua è modesta (circa 0,05 m³/sec, che diventa praticamente nulla in estate). Detta portata è dovuta in buona parte alle piogge che possono essere anche notevolmente copiose nella stagione autunnale e invernale, senza che, mai, comunque, le stesse possano causare straripamenti.

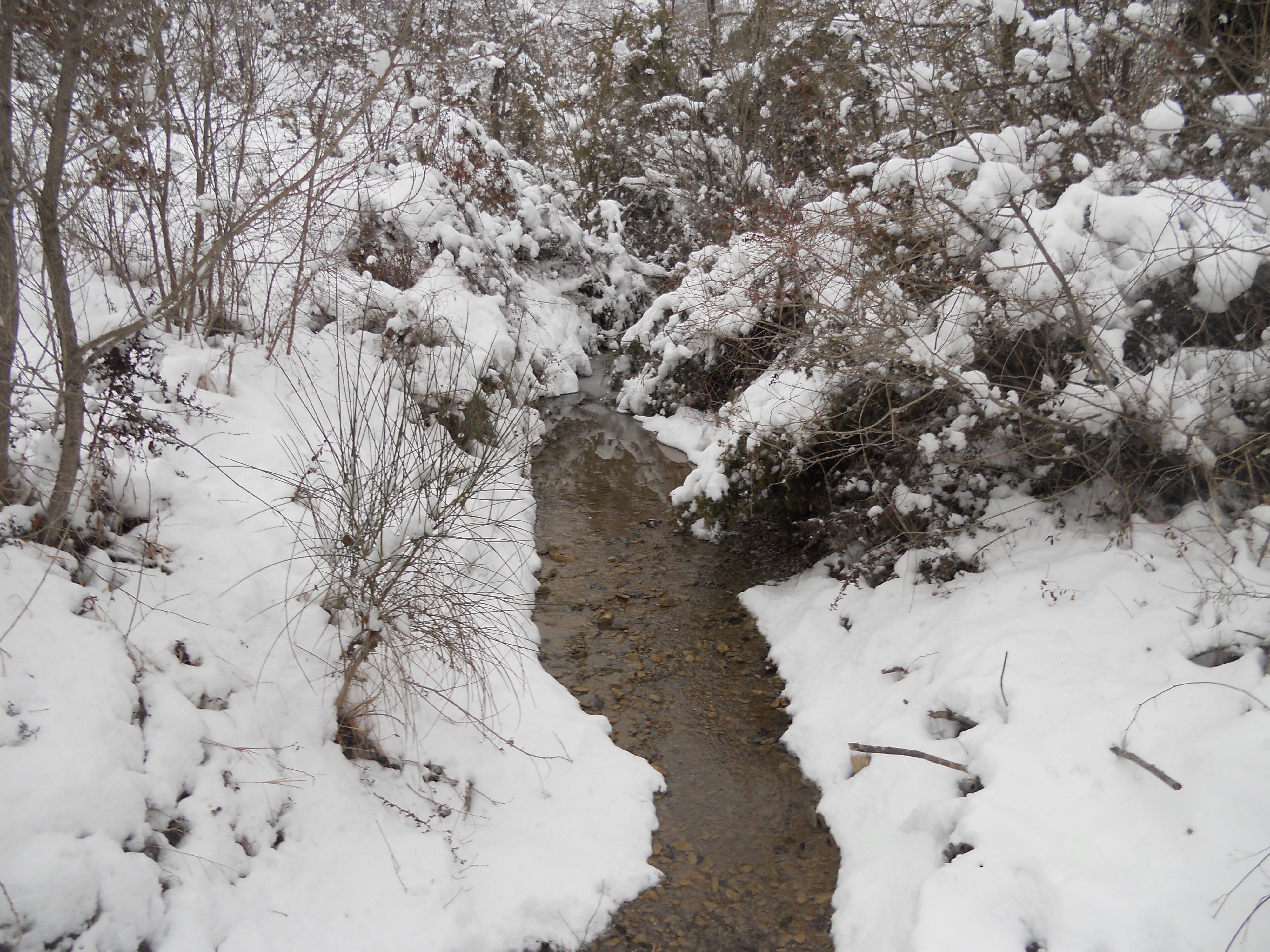
Il Torrente Mansolino

Nella metà del 1900, diversamente, si è rivelato pericoloso il Torrente Mansola, che ingloba, tra le altre, appunto, le acque del  Mansolino: in occasione di precipitazioni eccezionali ha allagato l'intera vallata di San Silvestro Delle Arcelle. Il territorio attraversato dal torrente Mansolino, vede quale flora quella tipica dell'Alta Umbria; tra le piante ad alto fusto predominano le querce e gli olivi.Circa la fauna si rileva la presenza di daini, cinghiali, istrici, volpi, lepri, tassi; saltuariamente è stato avvistato il lupo.